# ビル・ハケイムの戦い
ビル・ハケイムの戦いは、ガザラの戦い中、1942年5月26日から6月11日にわたり、マリー＝ピエール・ケーニグ将軍率いる自由フランス第1旅団が、エルヴィン・ロンメル指揮下のドイツ、イタリア軍を相手にビル・ハケイムで16日間抵抗し、最終的に包囲網を破った戦いである。
ビル・ハケイム（بئر حكيم, 発音 [biʔr ħaˈkiːm], Bir Hakeim, Bir Hacheim）はリビア砂漠のオアシスであり、過去にオスマン帝国が砦として利用していたが、このオアシスを防衛した自由フランス軍は16日間の攻撃に耐え、イギリス第8軍の撤退と再編成のための時間を作り、のちにエル・アラメインの戦いで枢軸軍の攻撃を停止させる原動力となった。
ベルナール・サン＝ティリエ将軍は1991年10月、インタビューに答えた。「少量の砂がドイツどもの進撃を停止させたが、そのお陰でイギリス師団が休憩した後に奴らがエル・アラメインに到着することになった。その砂漠の恩恵がこのビ＝ラケムだったのさ。」

## ビル・ハケイムの戦い

### 1942年夏、リビア
1942年初頭、キレナイカ西部での敗北後、イギリス第8軍はトブルク要塞近郊のリビアで枢軸軍と激突した。1942年5月、リビアにおけるドイツ軍の攻撃計画が再開し、スエズ運河に向けて進撃を開始した。この計画はビル・ハケイムの戦いまでは成功しているかのように見えたが、結局、ロンメルの中東への野望を頓挫させることとなった。
アルベルト・ケッセルリンク大将率いるドイツ空軍は東部戦線からアフリカに移動してヘラクレス作戦を開始し、シチリア島からイギリス軍が駐屯するマルタ島へ爆撃を開始して、マルタ島攻略の準備攻撃を行った。イタリア海軍のフロッグマンにより、アレキサンドリア港において、2隻のイギリス戦艦、クイーン・エリザベス、ヴァリアントが着底させられ、また輸送船も撃沈された。これらの攻撃と太平洋戦争が勃発したことにより、イギリス軍は東南アジアへ戦力を送らなければならなくなったため、枢軸国は補給と増援のアフリカ派遣が以前より容易になっていた。
ドイツ・イタリア枢軸軍司令官エルヴィン・ロンメルは攻撃準備を行う際、これらの複数情報を信用に足るとした。アプヴェーアはイギリス軍の暗号文を困難の末に解読に成功し、米軍に送られている通信にイギリス軍の現状ついて述べられていることが判明した。また、アプヴェーアはサラーム作戦を発動、諜報員ヨハンネス・エプラーをカイロに送り込み、ホルヒ通信監視会社（Horch Radio surveillance company）の支援を受けた。
この時、ドイツ・イタリア枢軸軍には将兵約90,000名、戦車575両が配属されており、対するイギリス軍には将兵約100,000名と戦車994両が配属されていた。ロンメルには一案があり、また配下の部隊は経験も豊富で、砂漠戦はイギリス軍よりも上手であった。さらに、ロンメル配下の戦車、火砲はイギリス軍よりも性能が上であった。
ロンメルの作戦は、イギリス軍を南へ迂回、その後、イギリス第8軍（司令官ニール・リッチー大将）を分断するために、北進するものだった。5月26日、ロンメルは攻撃を開始、スエズ運河を目指した。
枢軸軍の左側面は第10、第21イタリア軍団（第60歩兵師団「サブラタ」、第102自動車化師団「トレント」、第27歩兵師団「ブレシア」、第17歩兵師団「パビア」）とドイツ第150歩兵旅団が担当し、イギリス連邦軍を誘い出すためにトブルクの海岸側、ガザラへの攻撃を開始した。同時に、ロンメルはイギリス軍防衛線の南北に部隊を配置、南には最良の師団である、第15、第21装甲師団、第90軽歩兵師団、イタリア第132戦車師団「アリエテ」、イタリア第101自動車化師団「トリエステ」を配置した。ロンメルはこの作戦とトブルクの早期制圧によって、エジプトへの侵入することを望んでいた。
それに対するイギリス第8軍司令官、ニール・リッチーはドイツ軍が直接、トブルクを攻撃すると考えていた。そこでリッチーはイタリア2個師団の前面に、4個師団と2個旅団を展開させたが、南側の戦線には2個師団と自由フランス第1旅団を含む3個師団を展開させるに留めたため、イギリス第8軍はすでにドイツ軍の罠に引っ掛かっていた。

## ビル・ハケイム、自由フランス軍の砦
南側の戦線における有利な地点であるビル・ハケイムは自由フランス第1歩兵旅団（司令官マリー＝ピエール・ケーニグ）が防衛を行うこととなった。この部隊は異質な部隊であり、ドイツによって占領されているフランスから逃亡した各種の異なるグループの寄せ集めで約3,700名が所属、さらに6個大隊に割り振られていた。
- 2個外人大隊－主にスペインの共和主義者で編成された第13外人准旅団の第2、第3大隊で、ディミトリ・アミラクヴァリ（フランス語版）中佐の下、すでにゲリラ戦の経験があった。
- 2個植民地大隊－太平洋のフランス植民地のロベール・ド・ルー（フランス語版）大佐率いる准旅団と中央アフリカの植民地部隊より派遣されていた。
- 第1海軍陸戦大隊（1er bataillon de fusiliers-marins: DCA, 大隊長ユベール・アミヨ・ダンヴィユ（フランス語版））で第43砲兵隊（第11軽対空砲連隊（英語版）)より2個騎兵隊で補強されていた。
- 海兵隊（隊長ジャック・サヴェ（フランス語版））

さらに、第22北アフリカ中隊（隊長ピエール・ルケンヌ（Pierre Lequesne）大尉）や第17工兵中隊（隊長ジャン・デメゾン（Jean Desmaisons）大尉）なども所属しており、それらは第1砲兵連隊（連隊長ジャン＝クロード・ローラン＝シャンプロゼ大佐）の支援を受けていた。
使用できる器材は多種多様であった。ユニバーサル・キャリア63両、トラック数台、榴弾砲2門がイギリス軍より支給されたが、砲門のほとんどがフランス製で、中東のフランス植民地、レバントから送られたものであった。M1897 75mm野砲54門（内、30門が対戦車砲として使用された）、47mm砲14門、25mm砲18門、イギリスより支給されたボーイズ対戦車ライフル86丁及び、ボフォース 40mm機関砲18門が主な砲門であった。さらに大部分の歩兵用重火器がフランス製であり、81cm、もしくは90cm迫撃砲44門、ホチキス製機関銃76丁、対空機関銃96丁、そしてFM mle1924/29軽機関銃270丁が装備されていた。そして、ビル・ハケイムには食料10日分と75mm砲弾20,000発が用意された。
ベルナール・サン＝ティリエはビル・ハケイムについてこう語っている。「乾燥した砂漠のど真ん中にある普通の十字路、砂漠の風で露出した岩の場所、ビ＝ラケムは遥か彼方から見つけることができ、自然の要害も無く、戦場には不向きな場所だ。そこは古い時代の駱駝騎兵でも包囲できるぐらい南北にうねっており、186地点周辺は過去に水槽であった2つの高台であった。うねった大地の東側は北向く大きなすり鉢上の地形であった。ケーニグ将軍は支援地点を3区画にわけ、それぞれ1個大隊に防衛を担当させた。第13外人准旅団の第2大隊は東方面を防衛しており、第3大隊は増援として75mm、25mmの自動車化砲（外部の偵察が可能であった）といくつかの装甲車両（ジョック・コラム）で組織されていた。そして、この比較的直線で形成された防衛線に厚みを加えるために、防衛線の前面に数は少ないながら広範囲に地雷原が敷設された。これら地雷原の北、及び北東ではお互いが連結した防衛陣地が築かれた。さらにTrigh-el-Abd近郊まで厚い地雷原が続いていた。コードネームVゾーンと呼ばれた三角地帯は自由フランス旅団から送られた指揮官マルセル・ヴァンサン（Marcel Georges Vincent）の自動車化パトロール隊が監視を行った。」

## イタリアの攻撃
1942年5月26日夜間、ロンメルは攻撃を開始、戦いの主導権を握った。第15、第21装甲師団、及び第90軽歩兵師団とトリエステ、アリエテの両イタリア師団は、ビ＝ラケムを大きく取り囲むために南下した。このドイツ軍の攻撃を不意を突かれたイギリス機甲部隊は混乱の中、即席の部隊を編成して反撃を行ったが、多数の死傷者を出すこととなった。この動きの中、ケーニグは部隊を召集、即座に反撃を行うよう命令した。5月27日午前9時、ロンメルはジュゼッペ・デ・ステファニス将軍に命令を下し、アリエテ師団に南東からビル・ハケイムを攻撃するよう命令した。アリエテ師団にはM13/40を装備した第132戦車連隊 (イタリア軍)、第8ベルサリエーリ連隊、第132砲兵連隊が所属しており、午前9時半、2回連続して自由フランス軍を攻撃した。ベルサリエーリ連隊は装甲部隊の前進を支援するために、トラックから下車して戦おうとしたが、フランス砲兵部隊の集中砲火により、撤退せざるを得なくなった。装甲車両は歩兵の支援無しに、果敢にも地雷原横断を行い、なんとか戦車6両が防衛線を突破、地雷と対戦車砲の攻撃を避けようとしたが、75mm砲の攻撃で撃破され、乗員は捕虜となった。自由フランス軍のアンドレ・モレル（André Morel）大尉は第5中隊を率いて必死の防戦を行い、中隊旗と機密文書を焼き払わなければならないと考えるまでに至っていた。
アリエテ師団はたった45分の戦闘で戦車が33両となっていたが、残存戦車は北から攻撃を行い、自由フランス軍の側面を攻撃しようとした。しかし、Vゾーン地雷原にこの動きを阻止された。そのため、第132戦車連隊連隊長パスクワーレ・プレスティシモーネを含む91名の捕虜と32両の破壊された戦車を残し、再編成を行って退却した。この戦いでは200から400mの至近距離で対戦車砲撃を行い、フランス兵は後退せず、トラック、砲門が破壊されたが、たった2人のフランス兵が負傷しただけであった。さらに、イタリア第27歩兵師団も南で敗退したが、ビル・ハケイムの北方では第5インド歩兵旅団は撃破された。そして、弱体化していたイギリス第4歩兵旅団、第7機甲旅団はビル・エル・グビ（Bir-el-Gubi）、エル・アデムへ退却せざるを得なくなり、ビル・ハケイムは完全に孤立化した。
5月28日、29日、イギリス空軍はビル・ハケイム周辺を爆撃したが、イタリア軍戦車の残骸を誤認、効果は上がらなかった。ケーニグはこの誤認を重く見て、ド・ラマーズ大尉に戦車の残骸を破壊するよう命令を行った。さらにイギリス第150旅団と連絡を取るために部隊を派遣、北の遠方に配置された。2、3時間後、イタリア砲兵部隊がこれを攻撃したが、フランス部隊は反撃、なんとかイタリア軍のハーフトラック7台を破壊した。5月29日、ガブリエル・ブリュネ・ド・セリニェ大尉の分遣隊はドイツ軍戦車3両を破壊、この日のことをサン＝ティリエはこう語る。「我々の砦には情報も送られず、ただ、
インド第3旅団がイタリア第27歩兵師団の戦車44両を破壊したこと、イギリス第4、第7旅団がビル・エル・グビとエル・アデムへ退却したことだけ知っていた。」
5月30日、31日は一度だけ地雷原への侵入があったのみで、ビル・ハケイムは平穏であった。
枢軸軍の捕虜となっていたが、砂漠のど真ん中で解放されたインド兵620名がビル・ハケイムへ到着したが、すでに枢軸軍の捕虜243名を抱えていたビル・ハケイムは水が不足する可能性が存在した。そのため、ド・ラマーズ大尉の分遣隊はイギリス第7機甲師団の要求により、枢軸軍装甲部隊が地雷原を突破する前に、防衛線を封鎖、外部からの侵入を拒んだ。アミラクヴァリ大佐に率いられた部隊は敵の待ち伏せを受けたが、ピエール・メスメル率いる第9中隊のユニバーサル・キャリアの援護を受けて退却することができた。
5月31日、ジャン＝ピエール・デュロー大尉に率いられた第101自動車化中隊が50台の水槽車を伴って、ビル・ハケイムに到着、帰還の際には、インド兵、および捕虜を後送した。アミラクヴァリ大佐の指揮の元、メスメル、ド・ルー、ド・サリニェの各分遣隊による奇襲は枢軸軍の戦車5両と車両修理場を破壊した。ドイツ軍はイギリス第150旅団の反撃により、一時的に西へ退却したが、その夜、ドイツ軍の攻撃によりビル・ハケイム北方で撃破され、翌朝、再びビル・ハケイムは包囲された。

## 包囲
ロンメルによる攻撃は成功していたが、その反面、戦車を多数失い、その代償は大きかった。また、6月1日、イギリス第150旅団を壊滅させたにもかかわらず、ロンメルの広範囲に及ぶ作戦はビル・ハケイムの存在のために、右側面と輸送ルートに不安を抱かせることになっており、危機に陥る可能性が依然として存在し、枢軸軍はビル・ハケイムを占領しなければならなかった。イタリア師団はドイツアフリカ軍団より増援を受け、6月に数回砦を砲撃した。6月2日、ロンメルはビル・ハケイムに対し、トリエステ師団、第90軽歩兵師団と第117歩兵師団「パビア」から3個偵察装甲連隊をビル・ハケイムへ派遣した。
イタリア軍が北から進撃する間の午前8時、ドイツ軍は南から進撃した。午前10時半、2人のイタリア将校がビル・ハケイムへ派遣され、自由フランス軍に降伏勧告を行ったが、ケーニグはこれを拒絶した。翌日の6月2日から10日までは、砲撃による戦いが行われた。枢軸軍により105mmから220mmまでの40,000発を越える砲撃とドイツ、イタリア両空軍による重爆撃（ドイツ軍のスツーカだけでも20回以上の爆撃が行われた）が行われた一方で、フランス軍は75mm砲を42,000発、打ち返した。6月2日、イギリス軍がイタリアのアリエテ師団を撃退した以外には自由フランス軍の支援を行うことができず、ケーニグは事実上、孤立していた。
6月3日、ロンメルはケーニグに感嘆を記した書面を送った。
「ビル・ハケイムの駐屯部隊へ。抵抗を長引くことは不必要な血を流すことになる。このままでは君たちは、2日前に殲滅されたGot-el-Oualebの2個イギリス旅団と同じ運命を辿ることになるだろう。武器を捨て、白旗を揚げて我々の元に来るならば、我々は戦いを終える。」
自由フランス軍の答えは第1砲兵連隊による一斉砲撃であり、ドイツ軍のトラックが2、3台破壊された。6月3日、4日、ドイツ軍は105mm砲の重砲撃とスツーカによる爆撃を行い、自由フランス軍を攻撃したが、自由フランス軍はこれを撃退した。ロンメルはこの事をこう語った。
「我々の降伏通告は拒絶され、自由フランス軍の防衛陣地、地雷原への攻撃を、トリエステ自動車化師団は北西、第90軽歩兵師団は南東よりそれぞれ午後12時に開始した。6月の攻撃は砲撃で開始され、この類稀な重攻撃は10日間、続けた。その間、私自身に言い聞かせていたが、襲撃部隊は進撃していた。この砂漠での戦いは私が知る中で、最も激しいものだった。」
ドイツアフリカ軍団参謀フリードリヒ・フォン・メレンティンは「このような激しい英雄的な防衛戦はこの砂漠での戦いを通して、これまで出会うことがなかった」と後に記述している。
6月6日、戦いはさらに激しくなった。午前11時、柏葉剣付騎士鉄十字章授与者で、東部戦線より移動してきたウルリヒ・クレーマン将軍率いる工兵部隊の支援を受けて、第90軽歩兵師団は分遣隊を派遣、地雷原の突破を試みた。ドイツ工兵は困難の末、地雷原を突破、砦まで約800m地点まで近づき、その夜までにはさらに進撃路を確保、ドイツ歩兵連隊は攻撃の糸口を築くことに成功した。自由フランス軍は穴を掘り、狐のように穴に隠れた。そして、砦からは防衛線を突破しようとしている枢軸軍に対して砲撃を行った。ドイツ軍は地雷を一部の区域で駆除したに過ぎず、自由フランス軍はその地点に集中砲火を行った。驚くべきことに、自由フランス軍はすでに食料と水不足に悩まされていたが、抵抗をやめようとはしなかった。6月7日、イギリス空軍が4回、地雷原を突破しようとしている枢軸軍を攻撃した。
その夜、最後の補給隊が砦に到着した。ジャン・ベレック士官候補生（Aspirant）はドイツ軍の戦線を突破、輸送隊と合流、霧の助けを借りて隠密行動を取っていた輸送隊を誘導、輸送隊はなんとか砦に到着、物資を届けることに成功した。一方、ロンメルはこの霧を利用した攻撃をすでに準備していた。重戦車、88mm砲及びハンス・ヘッカー大佐率いる工兵隊はすでに攻撃準備に入っており、8日朝、ロンメル配下の部隊は最終攻撃準備が整っていた。ロンメルは自由フランス軍の抵抗に感動してこう記述している。
「翌朝、我が軍がもう一度攻撃を再開した時、自由フランス軍は前日に行ったような激しい攻撃で我々を歓迎した。敵は多くの穴に隠れており、見ることができなかった。しかし、我々はビ＝ラケムを奪取しなければならない、我が軍の運命はそれに懸かっているのだ。」
ロンメルは強化した砲撃と共に、できる限り戦場に近づいて、北への攻撃を自ら命令した。ドイツ空軍の42機のスツーカが一定の支援攻撃を行い、自由フランス軍の医療設備を破壊、負傷者17名を戦死させた。サン＝ティリエはこう振り返る。
「75mm砲の砲兵は88mm砲の攻撃にさらされ、撃破された。たった一人、生き残った砲兵は片腕を喪失していたが、狙いを定め、88mm砲へ反撃を行った。」

自由フランス軍のこの奮闘はイギリス軍が部隊を再編成するのに十分な時間を稼ぎ、イギリス軍が11日に退却することを可能にしていた。その夜、激しく損害を受けた北側防衛線にケーニグはメッセージを送り、6月10日までしか持ちこたえられないだろうと伝えた。メッセージにはこう書かれていた。
「我々は14日間の昼も夜も戦い、義務を果たした。私は将校、兵士の諸君らが消耗に負けないと主張する。しかし、我々が長く戦い続けることには困難が伴う。しかし自由フランス第1旅団はこのようなこと心配しない。諸君、皆の力を集結するのだ！敵が射程に入り次第、重要拠点から砲撃を行う。」
旅団はすでに水は十分に無く、辛うじて1日分の弾薬と食料があるだけであった。そこでイギリス空軍は170ℓの水を空中投下したが、その大部分は負傷者のために使用された。濃霧のため、午前9時までは戦闘が発生することがなかったため、ジャック・レナール（Jacques Renard）大尉の無線班はイギリス軍と連絡を取る十分な時間があった。ロンメルは第15装甲師団を強化、そして砦を攻撃している砲兵、空軍が12時ごろまで攻撃を行っていたが、直接の戦闘は発生していなかった。ただ、イタリア・トリエステ師団の第66歩兵連隊と自由フランス旅団のブルゴアン（Bourguoin）中尉の部隊の間で手榴弾を主に使った戦いがあっただけであった。午後1時、ドイツ軍が攻撃を開始、砦の北を130機の航空機と、第15装甲師団の砲門が支援を行った。ピエール・メスメル大尉の第9中隊の防衛線が突破され、モルヴァン（Morvan）士官候補生が防衛する中央部へドイツ軍は攻撃し始めたが、ユニバーサル・キャリアの支援を受け、これを撃退した。枢軸軍の砲撃は午後9時まで続き、その後、再び攻撃を開始したが、これも失敗に終わった。その最後の戦いの後、すでに維持は不可能となり、なかつ、戦略的にも重要でなくなりつつあったため、自由フランス旅団の幹部は退却することを決定した。

## 撤退
6月9日、午後5時、自由フランス旅団内に撤退命令が発令、ケーニグは撤退計画を準備した。ケーニグはイギリス空軍の支援を要請、イギリス軍が南西で水補給ポイントと抽出地点の決定を待ち、10日午後11時に退却を開始することとなった。そのため、もう1日ビル・ハケイムで戦わなければならなかったが、わずかに75mm砲200発、迫撃砲200発が残るのみであった。6月10日朝、枢軸軍は重砲撃を開始、さらにスツーカ100機が急襲し、ウバンギ（Oubangui）－シャリ（Chari）防衛線の第3外人大隊に対して攻撃が開始された。ドイツ第15装甲師団の戦車は制圧に成功したが、メスメルとド・ラマーズの部隊は最後のユニバーサル・キャリアと迫撃砲で反撃を行い、ドイツ軍を撃退しようとした。この後、2時間に渡り、ドイツ軍の攻撃はうまくいかず、翌朝まで攻撃延期を決定したが、すでに自由フランス軍の弾薬が尽きていたことに気づいていなかった。その後、自由フランス軍は困難な退却を開始、大型装備を破壊、そして第2外人大隊は砦の南西7Kmまで進出していたイギリス第7機械化旅団と合流するために突破の準備を開始した。工兵による自軍の地雷撤去に時間がかかり、75分遅れでワグナー大尉率いる第6中隊が撤退を開始した。しかし、時間が押し迫っていたため、工兵は幅200mの地雷原を完全に撤去することができず、細い退却路が南西に空けられたに過ぎなかった。しかし、ドイツ軍が打ち上げた照明弾は、撤退する自由フランス軍を照らし出てしまったため、ドイツ軍が強襲してくることは明らかであり、自由フランス軍は南西へ撤退を強行することを決定した。第3外人大隊以外の車両はドイツ軍の攻撃で吹き飛ばされ、太平洋方面より派遣されていた植民地大隊はなんとか撤退に成功、その後の本格的撤退が南西へ急ピッチに行われた。ほとんどの分遣隊は殲滅される危機を迎えており、枢軸軍の3本築かれた防衛線を突破するのは困難が伴った。ド・ラマーズ大尉のユニバーサル・キャリアはこの撤退で優れた性能を示したが、ド・ラマーズとシャルル・ブリコーニュ大尉は戦死、ドイツ軍はこれを殲滅するために手榴弾、機関銃の掃射など激しく攻撃が行われた。また、ジャン・ドゥヴェ（Jean Marie Devé, dit Dewey）中尉も戦死した。第3大隊の指揮官などは捕虜となったが、旅団の大部分はアミラクヴァリ大佐の担当地区から包囲を突破し、Gasr-el-Aridへの撤退に成功した。イギリス軍は自由フランス軍の先遣隊と合流、午前4時、ベレックが誘導した。午前8時、旅団の大部分が合流地点へ到着したが、一部落伍兵を救い出すためにイギリス軍のパトロール隊が周囲の捜索を行った。
自由フランス軍の撤退は成功したが、このことをロンメルは知らず、朝に攻撃を開始、ロンメルの部下たちはそこに戦死者と動けなくなった負傷者しかいないことに気づいた。ドイツ空軍は砦へ1,400回の攻撃を行っていたため燃料が欠乏しており、退却する自由フランス軍を攻撃することができなかった。このことをロンメルはこう振り返っている。
「11日、自由フランス軍に致命的な攻撃を与える予定であった。だが、悲しいことにフランス軍はすでに存在しなかった。我々が退却を阻止するためにあらゆる手段を用意していたが、ケーニグはこれを掻い潜り、部下と共に退却していた。この不明瞭な状態の中、彼らは南西へ撤退し、イギリス第7旅団と合流したのだ。後になって、南西方面においては私の命令通りの撤退措置が行われなかったことが明らかになった。もし、もう一度、この様な状態にフランス軍が陥ったとしても決して銃を捨てないと決心したことが、奇跡をもたらす事になるのだ。朝、私は激しい戦いが行われ、その陥落を待ち望んでいた砦を訪問した。ビル・ハケイム周辺の防衛陣地には歩兵と大型装備のために1、200以上の穴が掘られていた。」

## 結末
枢軸軍は多数の犠牲者を出すこととなり、戦死負傷行方不明約3,300名、捕虜277名、戦車51両、ハーフトラック13台、他の車両100台を失うこととなった。またドイツ空軍のスツーカ42機がイギリス空軍に撃墜され、7機が自由フランス軍の対空砲によって撃墜された。それに対して、包囲中の自由フランス軍は戦死者99名と負傷者19名とその損害は軽かった。しかし、退却中に、戦死42名、負傷者210名、捕虜814名、75mm砲40門、47mm砲5門、ボフォース対空機関銃8門、及び車両50台の損害を出した。全体として、3,703名の自由フランス将兵の内、2,619名がイギリス軍と合流した。
この自由フランス軍の功績は、1940年6月以降、酷評されていたフランス軍将兵の勇気とその実力の証明となった。英国のイアン・プレイフェア少将はこう書いている。
「自由フランス軍が作ったこの時間はエジプトにおけるイギリス軍の再編成において重要な役目を果たした。自由フランス軍は初期より、ロンメルの攻撃を激しく食い止め、その結果、枢軸軍の補給戦を脅かすこととなった。砦を制圧するためにその地域へ枢軸軍が増援されたため、イギリス第8軍を全滅という災厄から救うこととなった。激しい自由フランス軍の反撃に起因する枢軸軍の予定の遅れは、イギリス軍による攻勢の成功率を高め、反撃の準備を行う時間を与えた。ビル・ハケイムでロンメルを長時間ためらわせたため、イギリス軍を絶滅の危機から脱出することができた。これらの理由により、我々はビル・ハケイムが後のエル・アラメインの戦いの成功に繋がったとはっきり言う事ができる。」
6月12日、イギリス軍のクロード・オーキンレック大将は声明を発表した。
「イギリスは彼らフランス軍と勇敢なケーニグ将軍に賞賛と感謝に奉げなければならない。」 
ウィンストン・チャーチルはより簡潔に語った。
「自由フランス軍が15日間に渡ってロンメルの攻撃を食い止めたことにより、エジプトとスエズ運河を我々が保持することに貢献してくれた。」
アドルフ・ヒトラーは、ビル・ハケイムより帰還したルッツ・コッホ（Lutz Koch）記者に語った。
「私は紳士たるコッホから詳細を聞かされた。それは私が常に支持していた命題の新たな証明となろう。すなわち、フランス人はまだまだヨーロッパ最良の兵士なのだ。フランスには100もの師団を作り上げる新たな生命の誕生が常にあり、その可能性は捨てきれない。我々はこの戦争の後、我々と力を合わすことが可能な国々の軍隊がそのような活動ができるようにしなければならない。」
そして、ヒトラーは自由フランス軍の捕虜を処刑するよう命令したが、ロンメルはこれを拒否した。この話には逸話が存在しており、自由フランス軍の抵抗に感動したロンメルは、ドイツ軍と捕虜の間で水を折半することを命令した。そして、それはフランス捕虜を丁寧に扱うことを主としていたイタリア統領ベニート・ムッソリーニの考えと一致していた。
後のフランス大統領、シャルル・ド・ゴールはケーニグにこう告げた。
「私の話を君の部隊に伝えてほしい。フランス全土が君たちに注目している。君たちは我々の誇りである。」と